# Villa Toeplitz
Villa Toeplitz è una residenza situata nel quartiere Sant'Ambrogio Olona di Varese, in Viale Giovanbattista Vico, con parco comunale annesso.

## Storia

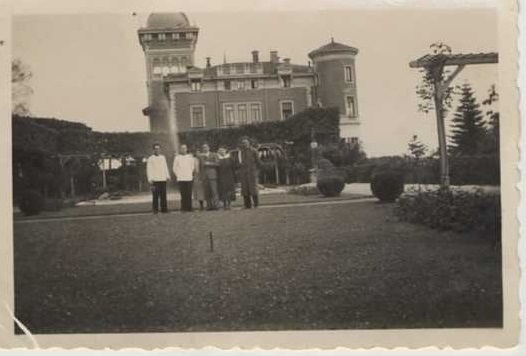
La famiglia Toeplitz, sullo sfondo la villa.

Residenza di campagna della famiglia tedesca degli Hannesen edificata in stile eclettico nel 1901, venne acquistata dal banchiere di origine polacca Jósef Leopold Toeplitz nel 1914. Negli anni successivi molti furono gli ampliamenti agli edifici presenti e al parco di proprietà. La parte superiore del complesso richiama i giardini alla francese, e fu infatti progettata da uno studio parigino; convoglia le acque del vicino Monte Martica.
La parte inferiore, invece, meno geometrica, richiama i giardini inglesi ed è realizzata in stile neoclassico.
Alla morte del banchiere, avvenuta nel 1938, il complesso venne ereditato dalla moglie Edvige Mrozowska e dal figlio Ludovico i quali, al termine della seconda guerra mondiale, vendettero la proprietà a una famiglia legnanese che la utilizzò come residenza privata. Nel 1972 il comune di Varese acquistò l'intera proprietà, che a seguito di una completa ristrutturazione venne aperta al pubblico.

## Struttura
Gli edifici principali sono compresi nel parco che ha una superficie di 4 ettari, e sono composti dalla villa padronale, la villa residenziale e la portineria. All'interno della proprietà sono presenti una stalla, una cappella, delle serre, un campo da tennis e una piscina.